# Lobuli della ghiandola mammaria

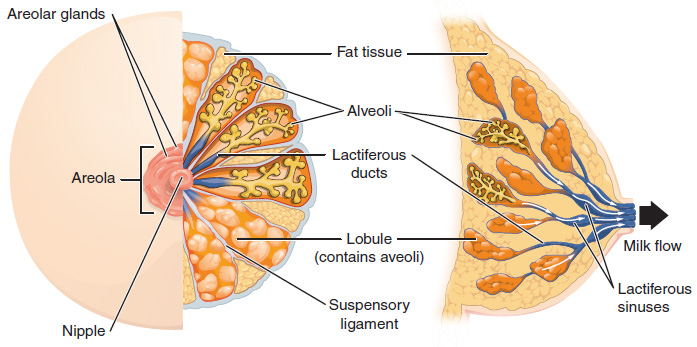
Schema di un seno femminile; notare i lobuli mammari che vengono denominati semplicemente lobuli

I lobuli mammari o della ghiandola mammaria sono un insieme di lobuli che costituiscono le strutturi ghiandolari fondamentali che unite fra loro costituiscono un lobo. Essi sono immersi nel tessuto adiposo che compone la mammella. In ogni mammella vi sono circa 15-20 lobi. Da questi lobuli parte il latte materno che, attraverso i dotti lattiferi, giunge al capezzolo. Questa parte della mammella è soggetta al tumore al seno, in cui queste cellule vi è una moltiplicazione incontrollata che ne porta alla creazione di maligne. Nel tumore al seno, con cadenza più frequente partono proprio dai lobuli e dalla parete dei dotti lattiferi. Questa parte della fisiologia mammaria è una prerogativa esclusiva femminile, perché non vi sono questi lobuli nell'uomo.